# A magyar labdarúgó-bajnokság aranyérmes játékosainak listája: B
Az alábbi lista a magyar labdarúgó-bajnokság bajnokcsapatainak játékosait sorolja fel, B kezdőbetűvel, bajnoki cím száma, egyesületek és idények szerint.

## B
| Játékos            | Bajnoki cím | Csapat(ok)                           | Idény(ek)                                                                       |
| ------------------ | ----------- | ------------------------------------ | ------------------------------------------------------------------------------- |
| Babati Ferenc      | 2           | 1 – Újpest 1 – Zalaegerszeg          | 1997–98 2001–02                                                                 |
| Babolcsay György   | 5           | Bp. Honvéd                           | 1949–50, 1950-ősz, 1952, 1954, 1955                                             |
| Babos Gábor        | 2           | MTK                                  | 1996–97, 1998–99                                                                |
| Bácsi Sándor       | 1           | Újpesti Dózsa                        | 1989–90                                                                         |
| Bádonyi Gyula      | 2           | Budapesti TC                         | 1901, 1902                                                                      |
| Bajúsz Endre       | 1           | MTK                                  | 2007–08                                                                         |
| Bajusz Lajos       | 1           | MTK                                  | 1918–19                                                                         |
| Bakó Béla          | 1           | Csepel                               | 1958–59                                                                         |
| Bakos Béla         | 1           | Csepel                               | 1947–48                                                                         |
| Bakos László       | 1           | WMFC Csepel                          | 1942–43                                                                         |
| Bakos Sándor       | 4           | Vasas SC                             | 1960–61, 1961–62, 1965, 1966                                                    |
| Balaskó Iván       | 1           | MTK                                  | 1998–99                                                                         |
| Bálint László      | 2           | Ferencváros                          | 1968, 1975–76                                                                   |
| Balló-Fey Viktor   | 2           | Budapesti TC                         | 1901, 1902                                                                      |
| Balog Csaba        | 1           | Zalaegerszeg                         | 2001–02                                                                         |
| Balog Tibor        | 1           | Újpesti Dózsa                        | 1989–90                                                                         |
| Balog Zoltán       | 2           | Ferencváros                          | 2000–01, 2003–04                                                                |
| Balogh Gábor       | 2           | 1 – MTK-VM 1 – Ferencváros           | 1986–87 1991–92                                                                 |
| Balogh István      | 4           | Újpest                               | 1934–35, 1938–39, 1945-tavasz, 1945–46                                          |
| Balogh István      | 1           | Újpesti Dózsa                        | 1989–90                                                                         |
| Balogh János       | 1           | Debreceni VSC                        | 2006–07                                                                         |
| Balogh Sándor      | 3           | Újpest                               | 1945-tavasz, 1945–46, 1946–47                                                   |
| Balogh Tamás       | 1           | Ferencváros                          | 1991–92                                                                         |
| Balogh Zoltán      | 1           | Debreceni VSC                        | 2006–07                                                                         |
| Bánfi János        | 1           | Bp. Honvéd                           | 1990–91                                                                         |
| Bánkuti István     | 5           | Újpesti Dózsa                        | 1969, 1970-tavasz, 1970–71, 1971–72, 1973–74                                    |
| Bányai Lajos       | 1           | MTK                                  | 1907–08                                                                         |
| Bányai Nándor      | 5           | Bp. Honvéd                           | 1949–50, 1950-ősz, 1952, 1954, 1955                                             |
| Barátky Gyula      | 1           | Hungária                             | 1928–29                                                                         |
| Bardi Gábor        | 1           | Zalaegerszeg                         | 2001–02                                                                         |
| Bárfy Antal        | 2           | 1 – Bp. Honvéd 1 – Vasas SC          | 1952 1960–61                                                                    |
| Barna János        | 1           | Nagyváradi AC                        | 1943–44                                                                         |
| Barna Sándor       | 1           | Ferencváros                          | 1933–34                                                                         |
| Barna Sándor       | 1           | Győri Vasas ETO                      | 1963-ősz                                                                        |
| Bártfai Róbert     | 1           | MTK                                  | 1957–58                                                                         |
| Bártfai Vilmos     | 1           | Bp. Honvéd                           | 1952                                                                            |
| Barva Ákos         | 1           | MTK                                  | 1996–97                                                                         |
| Becsei Péter       | 1           | Vasas SC                             | 1976–77                                                                         |
| Bencsics József    | 1           | Újpesti Dózsa                        | 1959–60                                                                         |
| Bene Ferenc        | 8           | Újpesti Dózsa                        | 1969, 1970-tavasz, 1970–71, 1971–72, 1972–73, 1973–74, 1974–75, 1977–78         |
| Berán József       | 2           | Ferencváros                          | 1903, 1905                                                                      |
| Bérczy Balázs      | 1           | Újpest                               | 1997–98                                                                         |
| Bereczki Péter     | 1           | Vác                                  | 1993–94                                                                         |
| Berendy Pál        | 5           | Vasas SC                             | 1957-tavasz, 1960–61, 1961–62, 1965, 1966                                       |
| Berényi Károly     | 1           | Ferencváros                          | 1939–40                                                                         |
| Berkessy Elemér    | 2           | Ferencváros                          | 1927–28, 1931–32                                                                |
| Bernáth Csaba      | 6           | Debreceni VSC                        | 2004–05, 2005–06, 2006–07, 2008–09, 2009–10, 2011–12                            |
| Berzi Sándor       | 1           | Újpest                               | 1946–47                                                                         |
| Bessenyei Alajos   | 1           | Bp. Honvéd                           | 1949–50                                                                         |
| Bíró Gyula         | 3           | MTK                                  | 1907–08, 1913–14, 1916–17                                                       |
| Bíró Mihály        | 2           | Ferencváros                          | 1937–38, 1939–40                                                                |
| Bíró Péter         | 2           | Debreceni VSC                        | 2006–07, 2008–09                                                                |
| Bíró Sándor        | 2           | Hungária                             | 1935–36, 1936–37                                                                |
| Bíró Szabolcs      | 1           | Újpest                               | 1997–98                                                                         |
| Blazsek Ferenc     | 1           | Budapesti TC                         | 1902                                                                            |
| Blum Miklós        | 1           | Ferencváros                          | 1912–13                                                                         |
| Blum Zoltán        | 4           | Ferencváros                          | 1911–12, 1912–13, 1925-26, 1926–27                                              |
| Boda Imre          | 1           | MTK-VM                               | 1986–87                                                                         |
| Boday Ferenc       | 1           | Vasas SC                             | 1960–61                                                                         |
| Bódi Ádám          | 2           | Debreceni VSC                        | 2009–10, 2011–12                                                                |
| Bodnár István      | 1           | Újpesti Dózsa                        | 1977–78                                                                         |
| Bodnár László      | 1           | Újpesti Dózsa                        | 1977–78                                                                         |
| Bodnár László      | 1           | Debreceni VSC                        | 2009–10                                                                         |
| Bodola Gyula       | 1           | Nagyváradi AC                        | 1943–44                                                                         |
| Bodonyi Béla       | 5           | Bp. Honvéd                           | 1979–80, 1983–84, 1984–85, 1985–86, 1987–88                                     |
| Igor Bogdanović    | 3           | Debreceni VSC                        | 2004–05, 2005–06, 2006–07                                                       |
| Bognár György      | 1           | MTK-VM                               | 1986–87                                                                         |
| Bognár Zoltán      | 1           | Bp. Honvéd                           | 1990–91                                                                         |
| Bognár Zsolt       | 1           | Ferencváros                          | 2003–04                                                                         |
| Liviu Bonchiş      | 1           | Zalaegerszeg                         | 2001–02                                                                         |
| Bonifert Péter     | 1           | MTK                                  | 2007–08                                                                         |
| Borbás Gáspár      | 5           | Ferencváros                          | 1903, 1909–10, 1910–11, 1911–12, 1912–13                                        |
| Borbély Lajos      | 4           | Újpesti Dózsa                        | 1971–72, 1972–73, 1973–74, 1974–75                                              |
| Borbély László     | 5           | Újpesti Dózsa                        | 1969, 1970-tavasz, 1970–71, 1971–72, 1972–73                                    |
| Bori Gábor         | 1           | MTK                                  | 2007–08                                                                         |
| Boros Endre        | 1           | MTK                                  | 1919–20                                                                         |
| Boros Nándor       | 1           | MTK                                  | 1919–20                                                                         |
| Borsányi Ferenc    | 4           | Újpest                               | 1929–30, 1930–31, 1932–33, 1934–35                                              |
| Borsányi György    | 1           | Újpesti Dózsa                        | 1959–60                                                                         |
| Borsos Miklós      | 1           | Vasas SC                             | 1960–61                                                                         |
| Bosánszky Jenő     | 1           | MTK                                  | 1951                                                                            |
| Sorin Botiș        | 1           | Ferencváros                          | 2003–04                                                                         |
| Selim Bouadla      | 1           | Debreceni VSC                        | 2011–12                                                                         |
| Mladen Božović     | 1           | Videoton                             | 2010–11                                                                         |
| Bozsik József      | 5           | Bp. Honvéd                           | 1949–50, 1950-ősz, 1952, 1954, 1955                                             |
| Bödör László       | 1           | MTK                                  | 1957–58                                                                         |
| Böhm Sándor        | 1           | MTK                                  | 1924–25                                                                         |
| Böőr Zoltán        | 3           | Debreceni VSC                        | 2004–05, 2005–06, 2006–07                                                       |
| Börzsei János      | 3           | MTK                                  | 1951, 1953, 1957–58                                                             |
| Branikovits László | 3           | Ferencváros                          | 1967, 1968, 1975–76                                                             |
| Braun Ferenc       | 2           | Ferencváros                          | 1903, 1905                                                                      |
| Braun József       | 9           | MTK                                  | 1916–17, 1917–18, 1918–19, 1919–20, 1920–21, 1921–22, 1922–23, 1923–24, 1924–25 |
| Braun Rezső        | 1           | Ferencváros                          | 1908–09                                                                         |
| Breznay Attila     | 1           | Bp. Honvéd                           | 1987–88                                                                         |
| Bojan Brnović      | 2           | Debreceni VSC                        | 2005–06, 2006–07                                                                |
| Brockhauser István | 2           | 1 – Újpesti Dózsa 1 – Kispest-Honvéd | 1989–90 1992–93                                                                 |
| Bródy Sándor       | 8           | Ferencváros                          | 1903, 1905, 1906–07, 1908–09, 1909–10, 1910–11, 1911–12, 1912–13                |
| Bubcsó Norbert     | 1           | Ferencváros                          | 1994–95                                                                         |
| Buda István        | 2           | Budapesti TC                         | 1901, 1902                                                                      |
| Budai Ferenc       | 1           | Vasas SC                             | 1960–61                                                                         |
| Budai I László     | 3           | Bp. Honvéd                           | 1949–50, 1950-ősz, 1952                                                         |
| Budai II László    | 5           | 1 – Ferencváros 4 – Bp. Honvéd       | 1948–49 1950-ősz, 1952, 1954, 1955                                              |
| Bukovi Gábor       | 2           | MTK                                  | 1953, 1957–58                                                                   |
| Bukovi Márton      | 3           | Ferencváros                          | 1926–27, 1927–28, 1931–32                                                       |
| Bulla József       | 1           | Csepel                               | 1958–59                                                                         |
| Bundzsák Dezső     | 3           | Vasas SC                             | 1957-tavasz, 1960–61, 1961–62                                                   |
| Buócz Gyula        | 1           | MTK                                  | 1904                                                                            |
| Burcsa Győző       | 2           | Rába ETO                             | 1981–82, 1982–83                                                                |
| Burzi Attila       | 1           | Vác                                  | 1993–94                                                                         |